# Robocode
Robocode és un joc educatiu de programari lliure iniciat per Mathew Nelson. Actualment les contribucions són fetes per gent diversa. Oficialment Flemming N. Larsen i Pavel Šavara estan treballant en Robocode per mantenir-lo actual i arreglar els errors de programari. El joc s'ha dissenyat per ajudar a la gent a programar en Java i passar-s'ho bé amb l'experiència. És fàcil de començar, un robot simple es pot crear en uns minuts, però perfeccionar un robot pot dur mesos. Els concursants escriuen programari que controla un tanc en miniatura. Aquest tanc lluita contra altres tancs amb els mateixes característiques, però que poden ser programats de forma diferent. Els robots es poden moure, disparar, buscar-se, i topar contra les parets. Encara que la idea del joc és simple, l'estratègia necessària per guanyar no ho és. Els robots bons poden tenir centenars de línies de codi dedicades a l'estratègia.